# حزب الاتجاه الوطني الأردني
حزب الاتجاه الوطني الأردني هو حزب سياسي أردني تأسس في عام 2016، واتخذ مقرًا له في مدينة عمان، أن يتمّ حله في عام 2023.

## الأمانة العامة للحزب
أنتُخب حسين ابو اربيع العدوان أمينًا عامًا لحزب الاتجاه الوطني الأردني عند تأسيسه في عام 2016، ثُم أعيد انتخابه كأمين عام للحزب مُجددًا في عام 2021 وهو المنصب الذي ظل يشغله حتى تمّ حلّ الحزب في عام 2023.

## الأعضاء البارزين
كان من بين أبرز الأعضاء المؤسسين لحزب الاتجاه الوطني الأردني كل من:
- سيف الكايد

- ناجح الغرايبة

- خالد الساري

- وليد الحسن

## حل الحزب
في مايو/أيار عام 2023 اعتُبر حزب الاتجاه الوطني الأردني حزبًا مُنحلًّا بعدما استبعده مجلس مفوضي الهيئة المستقلة للانتخاب في الأردن بسبب عدم تمكنه من استيفاء بعض الشروط التي نصّ عليها قانون الأحزاب الأردني رقم (7) والصادر في عام 2022. كانت الحكومة الأردنية قد أقرت في العام السابق قانونًا لتنظيم تأسيس الأحزاب السياسية في الأردن، وكانت مواد هذا القانون تشترط أن تُحقّق الأحزاب السياسية مجموعة من المعايير لكي تتم الموافقة على تأسيسها وتُصبح أحزابًا مُعترف بها رسميًا ويحق لها المُشاركة في الانتخابات البرلمانية الأردنية. كان من بين هذه الشروط أن ينضمّ للحزب في وقت إعلان تأسيسه ما لا يقلّ عن 1000 عضو في ستة مُحافظات أردنية مُختلفة، بحيث لا تقل نسبة النساء عن 20 بالمائة من أعضاء الحزب ولا تقل نسبة الشباب عن 20 بالمائة من الأعضاء.
أمهلت الهيئة المُستقلة للانتخاب الأحزاب التي لا تُحقّق بعض أو كل اشتراطات قانون الأحزاب حتى مايو/أيار في العام التالي لكي تتمكّن من توفيق أوضاعها، بينما اعتبرت الأحزاب التي لم تتمكّن من ذلك بعد انقضاء المُهلة المُحددة أحزابًا منحلة، وبناءًا على ذلك تم حل 19 حزبًا سياسيًّا، وكان حزب الاتجاه الوطني الأردني واحدًا من هذه الأحزاب.